# Anurapteryx brueckneri
Anurapteryx brueckneri is een vlinder uit de familie van de Sematuridae. De wetenschappelijke naam van de soort is voor het eerst geldig gepubliceerd in 1928 door Hering.